# Cecilia Payne-Gaposchkin
Cecilia Payne-Gaposchkin (née le 10 mai 1900 à Wendover en Angleterre et morte le 7 décembre 1979 à Cambridge dans le Massachusetts) est une astronome anglo-américaine. Elle est la première femme nommée directrice du département d'astronomie de Harvard en 1956.
Elle est notamment connue pour être, en 1925, une des premières astronomes à envisager que les étoiles soient composées majoritairement d’hydrogène, à l'encontre du consensus scientifique de l'époque.

## Biographie
Cecilia Helena Payne est née à Wendover en Angleterre, fille ainée des trois enfants d'Emma Pertz, une peintre, et d'Edouard John Payne, avocat, historien et musicien qui meurt alors qu'elle a quatre ans.
Sa précocité intellectuelle se manifeste dès l'école primaire. À cette période, elle met au point un protocole scientifique pour vérifier l'effet de la prière, en comparant les résultats à un examen de deux groupes, dont l'un est composé de personnes ayant prié pour le succès et l'autre non. Le groupe qui n'avait pas prié s'est avéré avoir plus de succès. Cecilia Payne sera dès lors agnostique.
Intéressée dès son plus jeune âge par l'astronomie, elle fait ses études secondaires à St Paul's Girls' School, étudie d'abord la botanique et décroche une bourse en sciences naturelles qui lui permet d'entrer au Newnham College de l'Université de Cambridge en 1919. C'est là qu'elle assiste à une conférence d'Arthur Eddington, au sujet de son expédition en Afrique destinée à prouver la théorie de la relativité générale en photographiant une éclipse. Cette conférence est pour elle une révélation.
Elle décide alors de vouer sa vie à l'astronomie. Elle obtient son diplôme en sciences en 1923, mais les postes de chercheurs sont fermés aux femmes. Elle obtient alors une bourse pour l'Observatoire de l'université Harvard et part aux États-Unis la même année.

### Sa thèse
Dans le cadre de ses travaux, sous la direction de Harlow Shapley, elle se fonde sur la classification de Harvard qui définit les classes spectrales des étoiles et sur les travaux, alors récents, de Meghnad Saha qui établit un lien entre l'ionisation des atmosphères stellaires et leur température. Elle parvient alors à établir un lien précis entre la classe spectrale et la température réelle de l'étoile.
Elle montre de plus que la grande variation dans les raies d'absorption est due aux différences d'ionisation qui se produisent aux différentes températures, et non à des différences de composition, et découvre que même si les étoiles ont toutes une composition en éléments lourds semblable à celle de la Terre, l'hélium et l'hydrogène y sont beaucoup plus abondants.
En 1924, elle rédige un article en ce sens mais quand elle le fait relire par Henry Russell, il la dissuade de publier sa découverte, arguant que le consensus scientifique de l'époque est la Terre et les étoiles doivent avoir une constitution semblable. Or Russell a été le professeur de Harlow Shapley, qui est le patron de Cecilia Payne, et s'il n'est pas convaincu, personne ne le sera : elle s'incline.
En 1925, Cecilia soutient cependant sa thèse, intitulée « Stellar Atmospheres, A Contribution to the Observational Study of High Temperature in the Reversing Layers of Stars », où elle présente ses travaux et conclusions, mais laisse de côté la question de l'hydrogène.
Après avoir atteint les mêmes conclusions par d'autres moyens, Russell se rend compte que Cecilia a raison. Dans une publication parue en 1929, il reconnaît l'antériorité de la découverte de Payne. Néanmoins, cette découverte lui est souvent attribuée.
Otto Struve déclare en 1962 de cette thèse qu'elle est « assurément la plus brillante thèse de doctorat d'astronomie jamais écrite. »

### Carrière

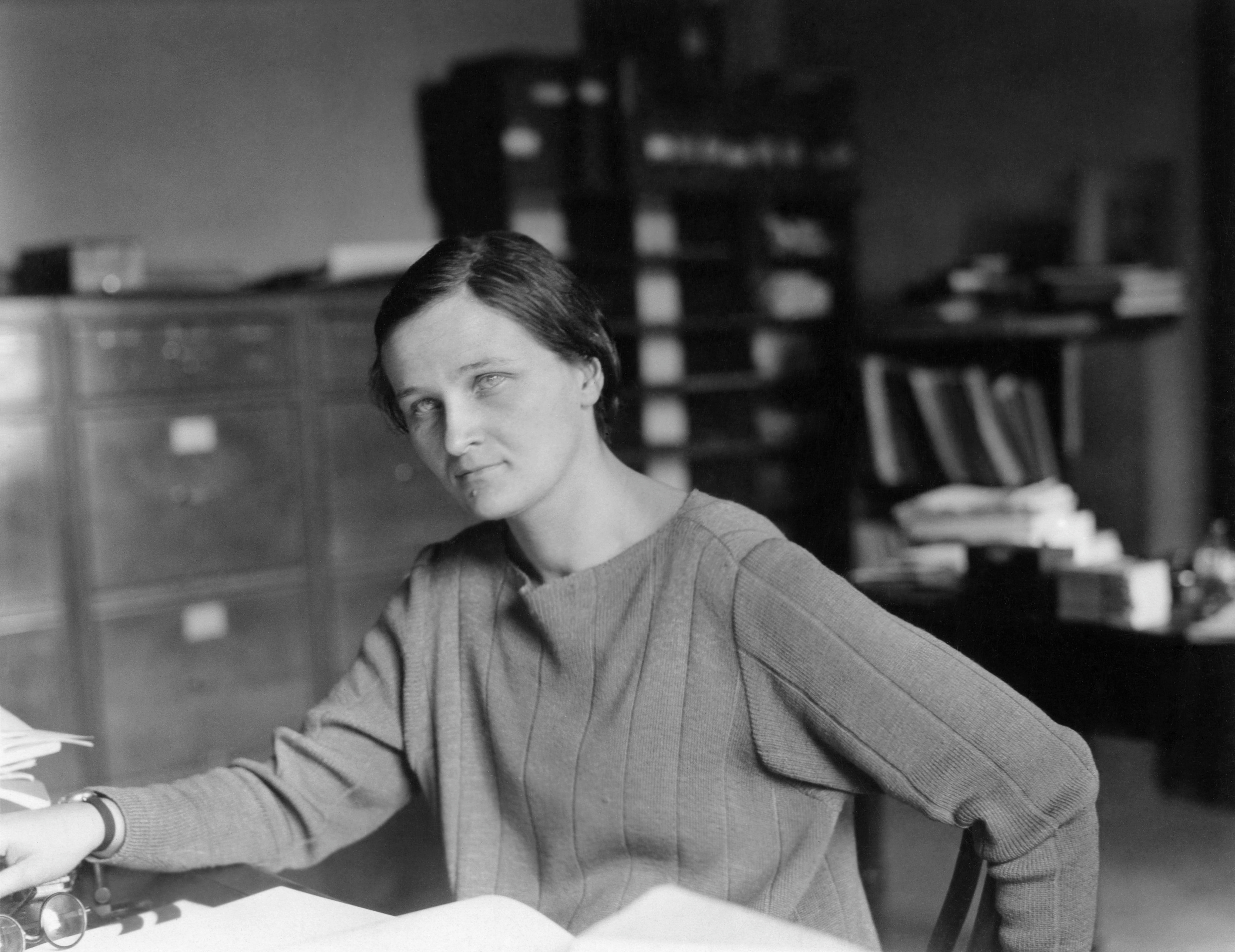
Cecilia Payne-Gaposchkin au travail.

Devenue citoyenne américaine en 1931, elle rencontre en 1933, lors d'un congrès en Allemagne, Sergei Gaposchkin, qui a fui les purges soviétiques et craint pour son avenir dans l'Allemagne nazie. Elle l'épouse en 1934, après l'avoir aidé à obtenir un visa pour les États-Unis et lui avoir trouvé un poste à Harvard.
Bien que mariée, elle conserve son poste de chercheuse, ce qui choque à l'époque. Son patron, Harlow Shapley, ne réagit cependant que lorsqu'elle prononce une conférence alors qu'elle est enceinte de cinq mois et lui demande que cela ne se reproduise plus,.
Avec Sergei, elle se consacre alors à l'étude des magnitudes, particulièrement des étoiles variables. Ils se penchent sur la magnitude de plus de deux millions d'étoiles dans la Voie lactée et les Nuages de Magellan, permettant de les répartir dans les catégories existantes et de déterminer leur évolution.
Elle n'obtient un poste permanent à Harvard qu'en 1938, et doit attendre  1956 avant d'être nommée professeure et devenir la première femme à diriger le département d'astronomie de l'université.
Dans les années 1950, elle étudie les novas, pour lesquelles elle propose en 1957 une classification fondée sur la vitesse d'évolution de leurs courbes de lumière.
Elle meurt à Cambridge, dans le Massachusetts, le 7 décembre 1979.

## Distinctions et postérité
- 1923 : membre de la Royal Astronomical Society
- 1934 : Prix d'astronomie Annie J. Cannon
- 1936 : membre de la Société américaine de philosophie
- 1943 : membre de l'Académie américaine des arts et des sciences
- 1952 : docteure honoris causa de l'université de Cambridge
- 1961 : Médaille Rittenhouse du Franklin Institute[8] et médaille du mérite du Radcliffe College.
- 1976 : prix Henry Norris Russell Lectureship de l'Union américaine d'astronomie
- L'astéroïde (2039) Payne-Gaposchkin a été nommé en son honneur.
- L'épisode 8 de la série Cosmos : Une odyssée à travers l'univers est consacré en large partie aux travaux de Cecilia Payne.

### Filmographie
- Donald Walther & Romain Egea, Chercheuses d'étoiles (2020), documentaire, 51'50, sur Cecilia Payne, Henrietta Leavitt, Margaret Burbidge et Vera Rubin : Donald Walther, « « Chercheuses d’étoiles » : ces quatre femmes méconnues ont révolutionné notre vision de l’Univers », sur lemonde.fr, 8 août 2019 (consulté le 9 mars 2021)

### Émission
- [(fr) Cherchez la femme ! (24/30) Cecilia Payne - L'astrophysique au début du XXe siècle sur Arte (page consultée le 25 janvier 2023)], série en stop motion de Julie Gavras (2021), Arte, durée 0 h 4.